# Majed Moqed
Majed Moqed, född 18 juni 1977, död 11 september 2001, tros ha varit en av kaparna på Flight 77, en Boeing 757-223 som flög in i Pentagon morgonen den 11 september 2001.